# 佐々連鉱山
佐々連鉱山（さざれこうざん）は、愛媛県伊予三島市（現在の四国中央市）の嶺南地方にあった鉱山。

## 概要

### 名称
住友金属鉱山株式会社佐々連鉱山

### 所在地
愛媛県四国中央市金砂町小川山乙2112

### 鉱床
三波川結晶片岩帯に属し、富郷・三縄・小歩危の各層が分布しており、緑色片岩・珪質片岩・泥質片岩・砂質片岩を主な構成岩石としている。

### 鉱種
黄鉄鉱・黄銅鉱・斑銅鉱・閃亜鉛鉱

## 沿革
- 1689年（元禄2年） 開山
- 1918年（大正7年）   岩城商会の経営となり、大正7年岩城鉱業株式会社を設立。金砂・金立坑の発見、索道の架設など当山経営の基礎を築く
- 1942年（昭和17年）  佐々連鉱業株式会社となる
- 1950年（昭和25年）  別子鉱業株式会社佐々連鉱業所となる。第一次復興起業に着手（25～27年）
- 1952年（昭和27年）  第二次復興起業に着手（27～29年）。12月、新坑発見
- 1953年（昭和28年）  6月、金泉坑発見
- 1955年（昭和30年）  拡張起業に着手（30～31年）
- 1957年（昭和32年）  300斜坑完成。維持整備起業に着手（32～36年）。中央立坑開削、300斜坑延長。
- 1959年（昭和34年）  金剛坑発見
- 1961年（昭和36年）  新泉坑発見
- 1962年（昭和37年）  4月、中央立坑完成
- 1964年（昭和39年）  300斜坑延長完成
- 1965年（昭和40年）  3月、第一先進斜坑完成
- 1967年（昭和42年）  7月、サブレベル採鉱試験終了。10月、下部立坑33L完成
- 1969年（昭和44年）  9月、第二先進斜坑完成。圧気高圧化起業に着手（44～45年4月）
- 1971年（昭和46年）  3月、新風洞完成
- 1973年（昭和48年）  第三先進斜坑開削起業に着手
- 1974年（昭和49年）  5月、坑内冷却用クーラー運転開始
- 1976年（昭和51年）  3月、下部立坑完成
- 1979年（昭和54年）  8月、鉱山全面廃業（閉山以降も鉱毒水処理の為、鉱山事務所は残存）
- 2006年（平成18年）  事務所付近立入禁止に。佐々連通洞坑口にフェンス設置
- 2008年（平成20年）  佐々連鉱山新坑エリアほぼ全面立入禁止に

## 最盛期

### 出鉱量
- 粗鉱     239,041t/年（827t/日） ※昭和37年
- 含有銅量   4,022t/年

### 人口
- 佐々連     3,894人 ※昭和38年
- 佐々連以外   457人
- 金砂町計   4,351人

### 世帯数
- 佐々連     1,000戸 ※昭和38年
- 佐々連以外   123戸
- 金砂町計   1,123戸

## 現在
地面陥没の恐れにより、現在は新坑エリア内への立ち入りは禁止されているが、フェンス外から坑廃水処理施設・通電室跡・貯鉱庫跡・佐々連鉱山碑・佐々連通洞跡などが確認出来る。周囲には、社宅跡・小学校跡・ズリ山など（フェンス外）がある。旧坑エリアは立ち入り自由（坑口は閉鎖）だが、そこへ行くまでのアクセス道が3km近くあるダートである為、四輪駆動車でないと厳しい。また、国道319号上小川の佐々連分岐から約500m西へ進んだ所から、金砂湖上に架空索道支柱の遺構も確認出来る。この遺構は、翠波峰西峰展望台からも確認出来る。